# Ydre
Ydre è un comune svedese di 3 681 abitanti, situato nella contea di Östergötland. Il suo capoluogo è la cittadina di Österbymo.

## Località
Nel territorio comunale sono comprese le seguenti aree urbane (tätort):
- Hestra
- Österbymo
- Rydsnäs